# Gilgit (stad)
Gilgit (Urdu: گلگت, Hindi: गिलगित, Burushaski: Geelt) is een stad in het noorden van Pakistan en een voormalig onderdeel van Kasjmir. Het vormt de hoofdplaats van Gilgit-Baltistan (voorheen de Noordelijke Gebieden genoemd) en de tehsil van het gelijknamige district Gilgit hierbinnen. De oude naam van de stad is Sargin, hetgeen later Gilit werd. In oude Sanskrietliteratuur wordt het aangeduid als Ghallata. Lokaal wordt de stad nog altijd 'Gilit' of 'Sargin-Gilit' genoemd. De stad telde telde naar schatting 10.000 inwoners in 2007.
Gilgit ligt in een bergachtig gebied, aan de voet van de Karakoram, op een gemiddelde hoogte van 1500 meter. Door de stad stroomt de gelijknamige Gilgitrivier, een zijrivier van de Indus. De stad ligt aan een zijweg (10 kilometer) van de belangrijke Karakoram Highway naar China (onder andere Kaxgar) en vormt als zodanig naast Skardu een van de twee belangrijkste uitvalsbases in de Noordelijke Gebieden voor bergexpedities naar de toppen van de Karakoram. Daarnaast heeft de stad een kleine luchthaven, waarop -alleen bij dag en goed weer- vanuit Islamabad (PIA) wordt gevlogen (soms loopt de vertraging vaak op tot enkele dagen) en vormt het een knooppunt voor telefoonverbindingen in het noordoostelijker gelegen dal van de Hunza.

## Geschiedenis
Gilgit is een zeer oude plaats, die al in de oudheid werd beschreven. Het vormde eens een centrum aan de Zijderoute, waarlangs het boeddhisme werd verspreid van Zuid-Azië naar de rest van het continent. Bewijzen hiervoor zijn een groot aantal in het Sanskriet geschreven boeddhistische teksten (waaronder de Hartsoetra), die zijn opgegraven bij de plaats. In oude purana's worden Darden en Chinas vermeld in de lijsten van volken, waarbij de Darden ook worden genoemd door Ptolemaeus in zijn geschriften over het gebied. De plaats werd ook doortrokken door de Chinese reizigers Fa Xian en Xuanzang, getuige hun reisverslagen.

### Shri Badat
De Britse militair John Bidduph schreef in 1880 over het gebied dat er aanwijzingen zijn dat het gebied vroeger werd bestuurd door hindoes en zij eerder de titel van 'ra' droegen, maar dat de heersers al 5 en een halve eeuw islamitisch waren (vanaf ca. 14e eeuw dus). Het enige wat in zijn tijd nog herinnerde aan de hindoes onder de bevolking was de legende over 'Shri Buddutt' (Shri Badat), de legendarische laatste koning van de Sharei's, waarvan in lokale legenden werd gesteld dat het een 'kannibalist' (Adam Khor; "menseneter") was; hij zou een kind per dag eisen van zijn onderdanen. Zijn verdwijnen wordt door de lokale bevolking nog altijd gevierd tijdens jaarlijkse festivals. Volgens de legende zou Badat zijn gedood door een islamitische avonturier, die vervolgens zijn dochter trouwde en een nieuwe dynastie stichtte: de Trakhàn-dynastie (naar een ra met de naam Trakhàn, die leefde in de 14e eeuw). De islamitische Trakhàn-dynastie regeerde vervolgens tot rond 1810, toen Abas, haar laatste radja, overleed.
De heersers van Hunza en de Nagar ontleenden naar eigen zeggen ook hun oorsprong aan de Trakhàn-dynastie, waarbij ze beweren dat ze afstammen van een heroïsche Kayanidische prins uit Perzië genaamd Azur Jamshid (Shamsher). Deze trouwde volgens de mythe in het geheim de dochter van koning Shri Badat, om daarop haar kannibalistische vader uit het zadel te werpen. Sommigen denken dat Sri Badat een hindoe was, terwijl anderen denken dat het een boeddhist was. Gezien de erfenis van het boeddhisme wordt deze herkomst waarschijnlijker geacht, al wijst de titel 'sri' en de naam Badat op een hindoeïstische achtergrond.

### Trakhàn-dynastie
De eerste vorst van de Trakhàn-dynastie was dus Azur Jamshid, die na 16 jaar aftrad en werd opgevolgd door zijn vrouw Nur Bakht Khatùn, die het bestuur waarnam tot hun zoon en opvolger oud genoeg was om de titel van radja te mogen aannemen. Hun zoon zou vervolgens gedurende 55 jaar hebben geregeerd. De Kayanieden bleven aan de macht tot 1421, toen radja Torra Khan de macht kreeg, die heerste tot 1475 en zijn familielijn onderscheidde van zijn stiefbroer Shah Rais Khan (die naar de koning van Badakhshan vluchtte met wiens hulp hij Chitral wist te verkrijgen van Torra Khan), door de naam Trakhàn aan te nemen.

### Onder wisselende besturen
Eind 18e en begin 19e eeuw werd het gebied getroffen door oorlogen en in 1841 door een grote overstroming, waarbij de Indus werd geblokkeerd door een aardverschuiving nabij Hatu Pir, waarop de vallei in een meer veranderde. Na de dood van koning Shin Abas, werd Gilgit veroverd door de radja van de Yasinvallei, Sulaiman Shah. Hij werd vervolgens gedood door de radja van Punial, Azad Khan. Azad Khan werd gedood door de radja van de Buroshall Nagarvallei, Tair Shah. Zijn zoon Shah Sakandar werd na het bestijgen van de troon gedood door de radja van de Yasinvallei, Gaur Rahman (van de Khushwakhte-dynastie). In 1842 wist Karim Khan, de broer van Shah Sakandar, Gaur Rahman echter te verjagen uit Gilgit met behulp van een Sikhleger uit Kasjmir. Sikhgeneraal Nathu Shah liet er een garnizoen installeren, zodat Karim Khan het kon besturen, alvorens Gilgit in 1846 door het Verdrag van Amritsar toekwam aan Dogra-maharadja Gulab Singh van Jammu en Kasjmir, waarop de Sikhtroepen in Gilgit werden vervangen door Kasjmiri troepen. Zowel Sikhgeneraal Nathu Shah als heerser Karim Khan erkenden de heerschappij van Gulab Singh en behielden daarmee hun functie. In 1848 viel Hunza Gilgit echter aan en doodde hen beiden. De mir van Hunza wist met zijn bondgenoten uit Yasin en Punial de plaats een korte tijd te bezetten, alvorens door een Dograleger te worden verjaagd. De Gilgitters riepen daarop de hulp van Gaur Rahman in, die de Dogra's in 1852 weer verjoeg en vervolgens Gilgit bestuurde tot zijn dood in 1860, net voordat nieuwe Dogratroepen van Kasjmirheerser Ranbir Singh (de zoon van Gulab) de plaats (en het fort dat erbij lag) weer heroverden. Gilgit kwam vervolgens in 1889 onder Britse heerschappij (die de suzereiniteit over Kasjmir had) en werd verenigd met Nagar en Hunza in de bestuursinstantie Gilgit ("Gilgit Agency"). Dit gebeurde uit angst voor het oprukkende Russische Rijk. In 1935 dwongen de Britten een 60-jarig leasecontract af van de Dogra's over Gilgit en een groot deel van de bestuursinstantie eromheen. Dit gebied werd vervolgens als onderdeel van Brits-Indië beschouwd en Gilgit werd vervolgens geregeerd door een lokale bestuurder die verantwoording moest afdragen aan Delhi; eerst via Jammu & Kasjmir en vervolgens via een Britse agent in Pesjawar. De Dogratroepen werden teruggehaald en vervangen door een door de Britten opgezet lokaal huurleger; de 'Gilgit Scouts', die werden gerekruteerd door Britse officieren en betaald door Delhi.

### Overgang naar Pakistan
In april 1947, in de tijd vlak voor de onafhankelijkheid van India en Pakistan, besloot Louis Mountbatten de geleasede gebieden weer over te dragen aan Hari Singh, hetgeen formeel in werking trad op 1 augustus van dat jaar. De lokale Britse majoor William Alexander Brown, die zag dat de lokale moslimbevolking hier zwaar op tegen was en vreesde dat zijn Gilgit Scouts het oprukkende Pakistaanse leger vanuit Swat en Chitral niet kon tegenhouden, besloot om de kant van de bevolking te kiezen en liet alle Dogra's gevangenzetten en riep uiteindelijk op 1 november 1947 de Islamitische Republiek Gilgit uit over Gilgit, Baltistan en aangrenzende gebieden. Radja Shah Rais Khan werd tot heerser aangesteld in afwachting van het Pakistaanse leger. Op 17 november arriveerde de Pakistaanse vertegenwoordiger Sardar Mohammad Alam en eiste het op voor Pakistan. Brown kreeg na zijn dood in 1994 een postume onderscheiding (Sitara-e-Pakistan) van de Pakistaanse leider Pervez Musharraf voor zijn daden.

## Gezondheidszorg
De stad heeft een districtsziekenhuis en een militair ziekenhuis. De gezondheidszorg staat er echter nog in de kinderschoenen. Er bevindt zich bijvoorbeeld nog geen volledig functionerende riolering en de elektriciteitsvoorziening en watervoorziening kampen nog altijd met onderbrekingen. Ziekten als tbc, aandoeningen als gevolg van jodiumtekort of ijzertekort en ziekten met diarree komen er veel voor.